# Sutherlin
Sutherlin ist ein Ort im Südwesten des US-Bundesstaats Oregon. Er gehört zum Douglas County und befindet sich etwa 30 Kilometer entfernt von Roseburg. Das U.S. Census Bureau hat bei der Volkszählung 2020 eine Einwohnerzahl von 8.524 ermittelt.
Die Wirtschaft basiert noch immer zu einem großen Teil auf landwirtschaftlichen Produkten. So beträgt das durchschnittliche Jahreseinkommen ungefähr 40.000 US-Dollar. Die Arbeitslosenquote liegt bei 8 Prozent.
Sutherlin ist umgeben von Wäldern und Berglandschaften, die zum Fischen und zur Jagd einladen. Der Ort selbst liegt in einem der zahlreichen Täler der Coastal Mountain Range.
Der National Park Service führt für Sutherlin zwei Bauwerke und Stätten im National Register of Historic Places an (Stand 11. Januar 2019), den Stephens Community Historic District und das Sutherlin Bank Building.